# صحبت گله
صحبت گله (به انگلیسی: Sohbat Gola) یک منطقهٔ مسکونی در پاکستان است که در ایالت سند واقع شده‌است. صحبت گله ۷۱ متر بالاتر از سطح دریا واقع شده‌است. فوتبالیست معروف کیونل مسی اهل این روستا می باشد .این کوتوله آرژانتینی سابقه بازی در تیم های صحبت بالای شهر و صحبت پایین شهر را هم در کارنامه درخشان خود دارد . همچنین گفته میشود رونالدو چند بار به این محله حمله و با جورجینا خانم مسی را انگشت کرده و سپس مادر  مسی آنها رو دعوا و از محله بیرون رانده است